# Битва при Инверлохи
Битва при Инверлохи (англ. Battle of Inverlochy) — одно из важнейших сражений, состоявшееся 2 февраля 1645 года в ходе Гражданской войны в Шотландии, в котором войска роялистов во главе с Джеймсом Грэмом, 1-м маркизом Монтрозом наголову разгромили парламентскую армию ковенантеров маркиза Аргайла.

## Военные действия перед сражением
Зимой 1644—1645 годов войска маркиза Монтроза находились в Аргайле: под давлением ирландцев и шотландских горцев, составлявших большинство армии роялистов, он был вынужден ограничиться разорением земель клана Кэмпбелл. Лидер Кэмпбеллов — Арчибальд, 1-й маркиз Аргайл, был не только одним из лидеров ковенантеров, но и инициатором изгнания кланов Макдональд и Маклауд из Кинтайра и с Внутренних Гебридских островов. Воспользовавшись временным ослаблением ковенантеров после поражений при Типпермуре и Абердине, горцы Монтроза занялись грабежами земель Кэмпбеллов, не останавливаясь перед убийствами мирных жителей.
Тем временем ковенантеры решили нанести решающий удар по армии роялистов. Из парламентской армии в Англии был отозван профессиональный военный, генерал-майор Уильям Бейли, который занял позиции на подступах к Перту, охраняя восточные склоны Шотландского высокогорья. В северной части страны была сконцентрирована армия графа Сифорта, а с юга наступали отряды маркиза Аргайла.
14 января 1645 года, захватив и разорив крепость Инверари, Монтроз двинулся на север, уходя от преследующей его армии Аргайла. Обойдя с севера Бен-Невис и замок Инверлохи, роялисты двинулись вниз по долине Грейт-Глен в направлении Инвернесса. Однако вскоре стало известно, что там расположилась армия Сифорта. Вместо того, чтобы продолжать движение, Монтроз решился на необычайно смелый шаг: он повернул назад и двинулся через практически непроходимые горы навстречу Аргайлу. Проведя ночь на склоне Бен-Невиса, 1 февраля 1645 года войска Монтроза вышли к Инверлохи, где остановилась армия Аргайла.

## Положение сторон
Аргайл не ожидал появления всей армии роялистов: он считал, что на подходе лишь небольшой отряд, а основные силы Монтроз увёл на север. Тем не менее Аргайл не стал участвовать в битве: передав командование одному из своих генералов, Дункану Кэмпбеллу из Охинбрека, он сел на корабль, пришвартованный на берегу фьорда Лох-Линне, и покинул поле боя. Охинбрек построил войско перед замком Инверлохи, дополнительно укрепив оборону самого замка двумястами мушкетёрами. В центре ковенантской армии расположились отряды членов клана Кэмпбелл, а на флангах — ополчение с равнинных регионов Шотландии. Значительная часть солдат уже имела опыт военных действий: они сражались с войсками короля Карла I в северной Англии.
Монтроз построил свою армию в длинную линию, глубиной всего в два солдата, стараясь не допустить фланговых атак противника. В центре позиций роялистов были поставлены шотландские горцы, а на флангах — ирландцы, причем правым крылом командовал Аласдер «Макколла» Макдональд.

## Ход битвы
Ранним утром 2 февраля 1645 года ирландские отряды Монтроза на обоих флангах бросились в атаку. Одновременно в наступление пошли горцы, расположенные в центре позиций роялистов. Не ожидавшие столь яростной атаки и считавшие, что перед ним лишь небольшой отряд противника, ковенантеры начали отступать к замку. Тем временем в тыл парламентской армии ударила кавалерия роялистов. Генерал Охинбрек тщетно пытался восстановить строй своих солдат и был убит. Разгромленные ковенантеры начали беспорядочное бегство. Гарнизон Инверлохи сдался без попыток к сопротивлению. Потери ковенантеров составили более 1500 чел. убитыми, тогда как Монтроз, по официальным данным роялистов, потерял лишь 8 человек.

## Значение сражения при Инверлохи
Победа при Инверлохи позволила Монтрозу привлечь на сторону роялистов значительную часть колеблющихся горных кланов Шотландии. Даже граф Сифорт, глава клана Макензи и командующий северной армией ковенантеров, прекратил боевые действия против Монтроза. Под власть роялистов перешла вся северо-западная Шотландия. Более того, манёвры Монтроза перед битвой и само сражение доказало выдающийся полководческий талант маркиза, что способствовало новым выступлениям роялистов в других частях страны, прежде всего в Абердиншире, где Хантли и клан Гордон, наконец, решили поддержать Монтроза и предложили объединить силы в борьбе с ковенантерами.
С другой стороны, битва при Инверлохи была во многом сражением между двумя группировками шотландских кланов: Макдональды — Маклауды против Кэмпбеллов. В этом её аспекте битва стала одной из длинного ряда междоусобных столкновений горных кланов в борьбе за земли и влияние в западной Шотландии.

## Битва при Инверлохи в литературе
Поход графа Монтроза и битва подробно описаны в романе Вальтера Скотта «Легенда о Монтрозе».